# Reason语言
Reason也叫做ReasonML，是OCaml的一个语法扩展和工具链，它由还创建了React的Jordan Walke创建于Facebook。Reason提供了JavaScript编程者熟悉的语法，并可以转译成OCaml。静态类型的Reason（或OCaml）代码可以使用ReScript编译器编译成动态类型的JavaScript。
Reason社群官方提供了ReasonReact作为给基于web应用的React的解决方案。

## 引用
1. ↑  , Facebook, 2019-03-23  [2019-03-23], （原始内容存档于2021-01-04）
2. ↑  . 2025年2月10日  [2025年2月25日].
3. ↑  . 2ality.   [2019-03-23]. （原始内容存档于2022-05-04）.
4. ↑  Gopher, Stupid. . Medium. 2018-11-12  [2019-03-23]. （原始内容存档于2021-10-19）.
5. ↑  . rescript-lang.org.   [2020-08-10]. （原始内容存档于2022-04-17） （英语）.
6. ↑  . GitHub.   [2021-10-16]. （原始内容存档于2021-10-16）.
7. ↑  Wilson, Ian. . 2019-04-15  [2021-10-16]. （原始内容存档于2021-10-19）.